# Đurđevi Stupovi (Berane)
Pour l’article homonyme, voir Đurđevi Stupovi.
Đurđevi Stupovi, en serbe cyrillique Ђурђеви Ступови ou, en français, le monastère de Saint-Georges, est un monastère orthodoxe serbe du Monténégro, situé près de Berane. Il est le siège de l'éparchie de Budimlje-Nikšić. Il a été fondé en 1213 par Stefan Prvoslav, fils du grand-duc serbe Tihomir et neveu de Stefan Nemanja.

## Histoire
Les Turcs ont brûlé cinq fois le monastère, en 1738, 1825, 1862, 1875 et 1912. Une des personnalités les plus marquantes du monastère fut Mojsije Zečević (1780-1850) : il fut le chef spirituel du clan monténégrin des Vasojevići, qui luttait contre la présence ottomane.

## Fresques
L'église du monastère conserve les vestiges de fresques datant de l'époque de l'empereur Dušan (XIVe siècle) et, plus généralement, à la dynastie serbe des Nemanjić.